# Crocodylus moreletii
El cocodrilo de pantano, el cocodrilo Morelet o cocodrilo mexicano (Crocodylus moreletii) es una especie de cocodrilo de pequeño tamaño distribuido por Guatemala, Belice y todo el golfo de México en los estados de Tamaulipas, Veracruz, Tabasco, Campeche, Yucatán, Quintana Roo, Chiapas y Oaxaca (Del Moral Flores et. al, 2019)  Por lo general alcanza unos 3 metros de longitud. Vive en pantanos y de dieta carnívora muy variada. Sujeta a protección especial (Pr) por la NOM-059 y de baja preocupación (LC) por la lista roja de la IUCN. Además está incluida en el Apéndice II de CITES. Es una especie cazada principalmente para utilizar su piel.

## Historia
El cocodrilo de Morelet o cocodrilo mexicano fue descubierto en El Petén, en el norte de Guatemala en 1850. La colecta del ejemplar para identificar la nueva especie la narra Arthur Morelet en su libro "Viaje a América Central, isla de Cuba y Yucatán" en el Capítulo XIV "El Petén". Estando en la isla de Flores en medio del lago Petén Itzá, pescadores del lugar le llevan un cocodrilo de tres metros que capturaron con un gancho a modo de anzuelo y usando de cebo un corazón de buey. A partir de ese ejemplar, a su regreso a París, se identifica la nueva especie que se nombra en su honor. Se confunde mucho con el cocodrilo cubano y el cocodrilo americano, porque son de características similares, comunes entre las especies. No se dieron cuenta de que eran una especie totalmente diferente hasta la década de 1920. Los cocodrilos actuales provienen de un antiguo linaje que comprende más de 125 géneros.

## Apariencia
El cocodrilo de América Central es conocido como el cocodrilo de Morelet o el "cocodrilo de Pantano." Es de tamaño pequeño en comparación con algunos otros cocodrilos. Los machos pueden llegar a ser más grandes que las hembras, lo que se conoce como dimorfismo sexual. Los promedios de cocodrilos adultos son de alrededor de 3 metros de longitud, con un máximo de 4,3 metros hasta el momento confirmado y es similar a los cocodrilos americanos y cubanos en apariencia.
Hay características de esta especie que lo distinguen y lo hacen fácil de identificar. Tiene un hocico muy amplio, con 66-68 dientes cuando están completamente maduros. Los cocodrilos se pueden distinguir de los caimanes y aligátores a causa de sus dientes tanto en su mandíbula superior e inferior. Sus dientes en ambas mandíbulas están perfectamente alineados. El cuarto diente de la mandíbula inferior del cocodrilo es visible cuando su mandíbula se cierra debido a que es ligeramente más grande que el resto de sus dientes.

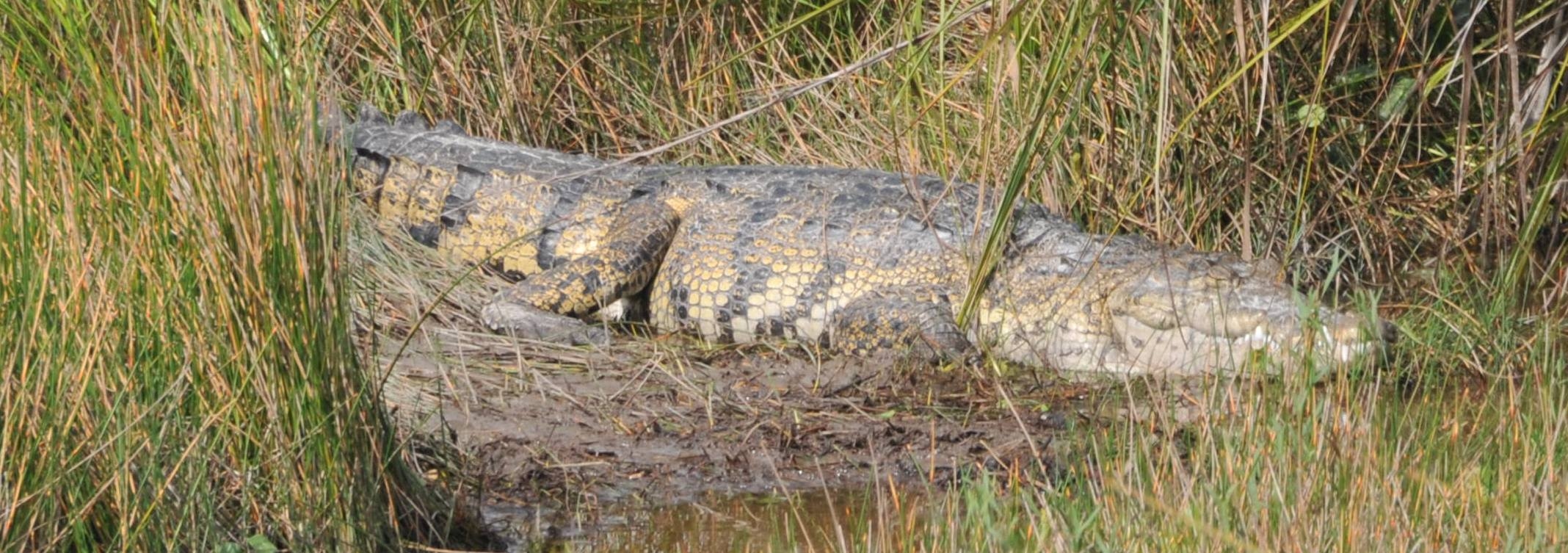
Cocodrilo de Morelet en el Lago Coba, Quintana Roo, México.

Las fosas nasales se encuentran en frente de la boca, y luego directamente detrás de ellas están los ojos, seguido por las orejas, los tres están en la parte superior su cabeza. Cuando está casi totalmente sumergido, todavía tiene la capacidad de oler, oír y conocer sus alrededores. Los cocodrilos pueden ver bajo el agua debido a su membrana nictitante que rodea el ojo. Se trata de un párpado transparente que puede proteger los ojos del cocodrilo y le permita ver.
Los cocodrilos de Morelet son de un gris oscuro-marrón. Tienen bandas oscuras y manchas en el cuerpo y la cola. Esto es similar a otros cocodrilos, como el cocodrilo americano, pero el Morelet es algo más oscuro. Los cocodrilos jóvenes son de color amarillo brillante con algunas bandas oscuras. El iris del cocodrilo es de color marrón plateado. Tienen 4 patas (2 delanteras y 2 traseras), junto con una larga cola que utilizan para nadar. Las patas traseras de los cocodrilos están unidas por una membrana. Las patas son cortas por ello los cocodrilos siempre se encuentran muy cerca de la tierra. Tienen capacidades muy explosivas a causa de sus fuertes músculos y que son corredores rápidos.

## Hábitat

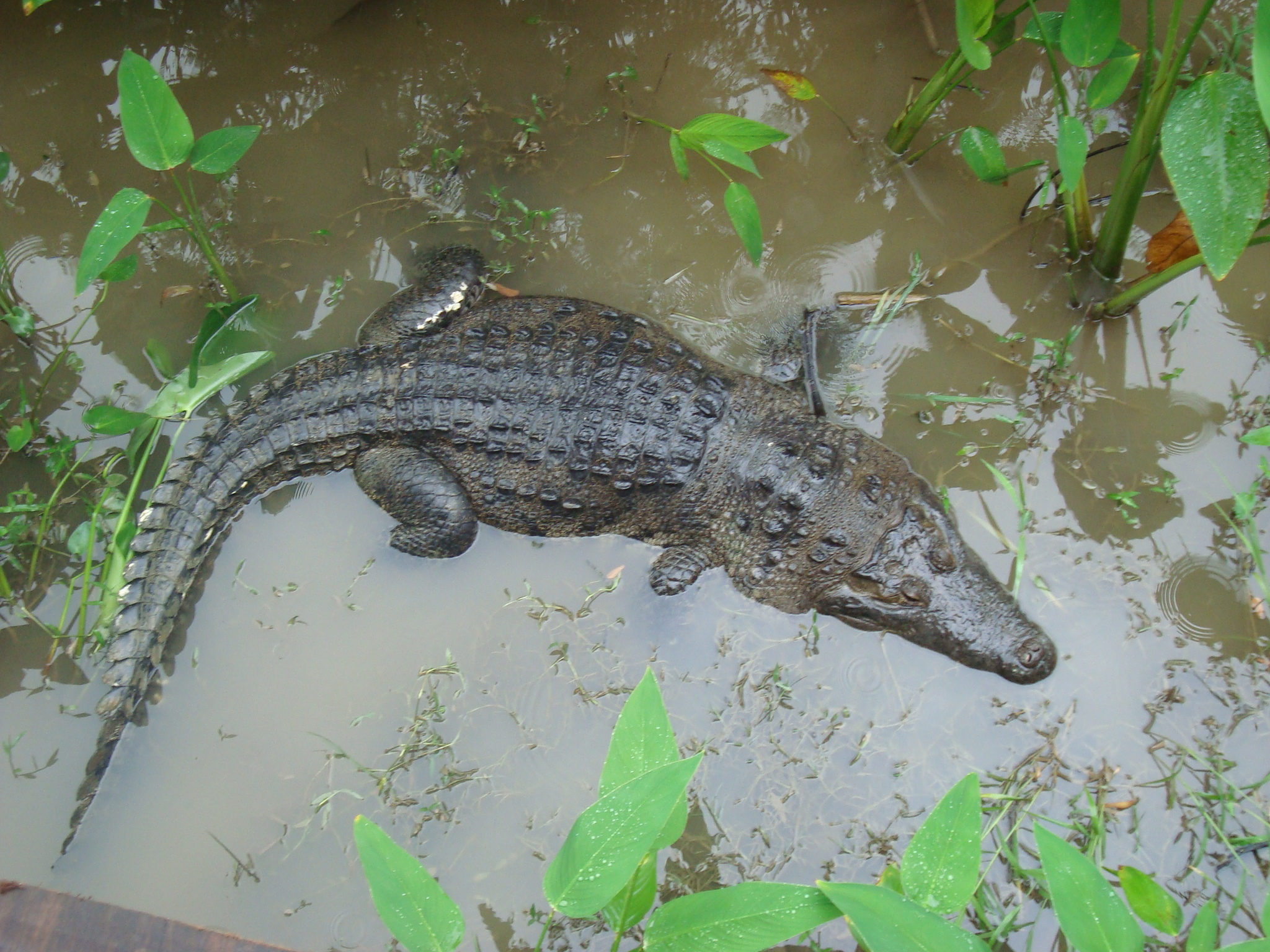
Crocodylus moreletii en la reserva de la biosfera Pantanos de Centla, en Tabasco, México.

El cocodrilo de Morelet se puede encontrar en hábitats de agua dulce en América Central y en la costa del Golfo de México, se extiende a través de Belice, Guatemala y México. En los hábitats de agua dulce prefieren sus zonas desoladas, que se encuentren aisladas. Esta especie de cocodrilo se puede encontrar en pantanos de agua dulce, manglares y en  grandes ríos y lagos. También habitan en sabanas cubiertas de hierba en la Península de Yucatán. 
Estos cocodrilos incrementan su distribución durante la temporada de lluvias, cuando las inundaciones les permiten desplazarse a más lugares. Los cocodrilos jóvenes viven en cubierta muy densa para protegerse de otros depredadores que podrían estar en la zona y permanecen allí hasta que sean mayores y capaces de valerse por sí mismos. Los cocodrilos adultos se sabe que cavan madrigueras durante los tiempos asociados a las estaciones secas en su área. La gama de este cocodrilo se puede solapar con el cocodrilo americano, que a veces puede dar lugar a que se confundan uno con el otro. Actualmente hay gente que cuenta con estos ejemplares de mascota en sus casas.

## Dieta
Los cocodrilos son animales carnívoros. Matan a la mayoría de sus presas sujetándolas con sus mandíbulas y arrastrándolas al agua para ahogarlas.
Los cocodrilos jóvenes se alimentan en gran medida de los peces y los insectos. Los ejemplares adultos se alimentan de pequeños mamíferos, de aves e incluso de otros reptiles. Se ha observado canibalismo sobre sus propias crías.

## Reproducción

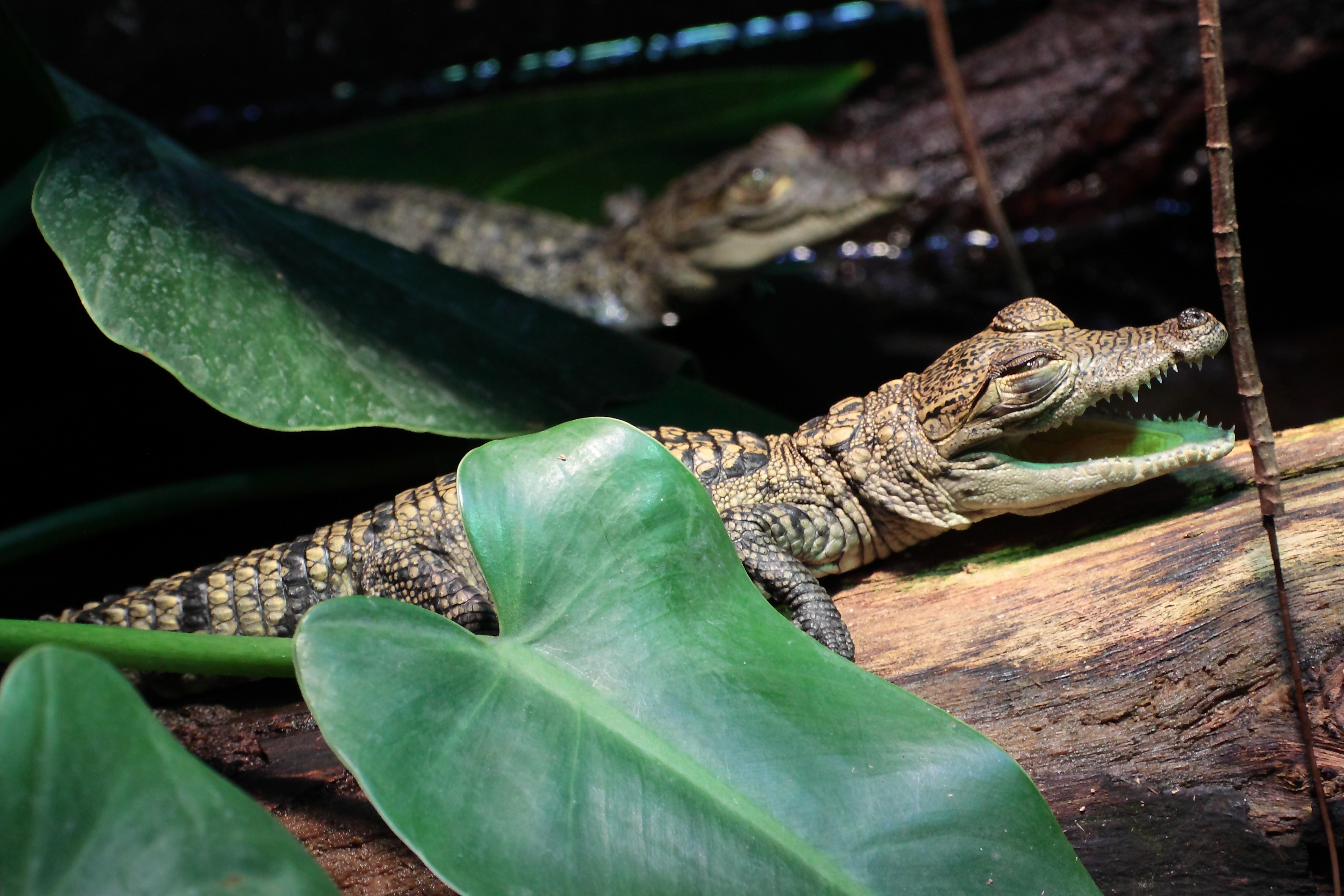
Un Cocodrilo de Morelet con 6 meses de edad.

Su reproducción se lleva a cabo entre abril y junio, y los huevos o los establecimientos antes del inicio de la temporada de lluvias. Los cocodrilos de Morelet son únicos entre los cocodrilos de América del Norte que construyen nidos de montículo solamente y no un montículo con los nidos de agujeros. Estos nidos son montículos de unos 3 metros de ancho y 1 metro de altura y se encuentra cerca del agua o en la vegetación flotante. La hembra puede poner entre 20 y 45 huevos. Han encontrado nidos que contienen huevos de más de una hembra. Los huevos son enterrados y los nidos son protegidos por las hembras, que protegen a sus crías antes de que nazcan de los depredadores. Los huevos generalmente eclosionan después de 80 días de incubación y las crías son normalmente de unos 17 centímetros de largo. Después de que los huevos han eclosionado, el cocodrilo hembra mete sus crías dentro de su boca y las lleva dentro del agua donde estarán protegidos por ambos padres y más tarde los dejarán a su suerte.

## Amenaza de la especie
El cocodrilo de Morelet, ha sido amenazado por la destrucción de su hábitat y la caza ilegal. Ambos factores han reducido significativamente sus poblaciones. Se le cazaba por su piel durante los años 1940 y 1950, con el fin de ser utilizado para hacer carteras, abrigos y zapatos.

## Conservación de la especie

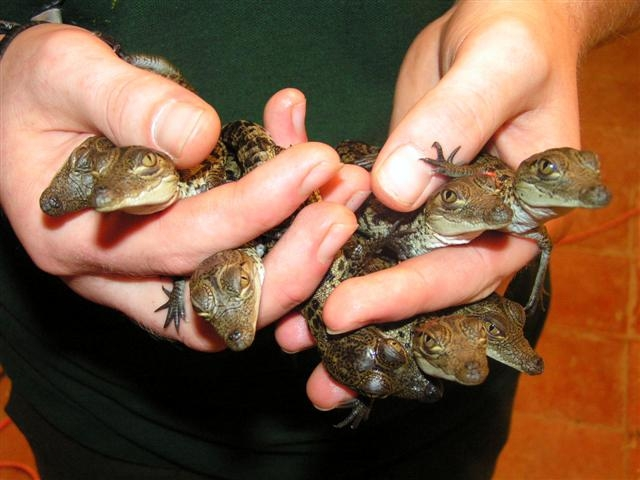
Crías de cocodrilos Morelett nacidas en el Cotswold Wildlife Park en octubre de 2007

El cocodrilo de Morelet desde 2010 no es una especie considerada en peligro de extinción. Uno de los principales protectores de los cocodrilos de hoy en día es el CSG (Crocodile Specialist Group), o en español Grupo de Especialistas en Cocodrilos, que comenzó en 1971. Esta es una organización mundial de biólogos y otros profesionales que se unen para la conservación de las 23 especies de lagartos y cocodrilos. El CSG controla todo el comercio de pieles de cocodrilo. Ellos ayudan a determinar si las pieles son legales o si han sido tomadas de forma ilegal. Cuando comenzó esta organización todas las especies de cocodrilos estaban amenazadas o en peligro de extinción. Hoy esas cifras han cambiado mucho. "En 1996 un tercio de las especies de cocodrilos eran lo suficientemente abundantes para apoyar regulados cosechas anuales, otro tercio ya no estaban en peligro de extinción, pero el final de un tercio de las especies todavía permanecen en peligro de extinción."